# Орелли, Карло
Карло Орелли (итал. Carlo Orelli; 1894—2005) — итальянский военнослужащий.

## Биография
Родился 23 декабря 1894 года в Перудже.
Позже его семья переехала в Рим, чтобы быть ближе к своей родстеннице которая управляла местной таверной. Многие родственники Карло были военными. Его дед по материнской линии помогал защищать Перуджу от австрийцев в 1849 году; отец Карло служил был участником итальянской Абиссинской кампании во время Колониального раздела Африки в 1880-х годах. Его старший брат Альфредо воевал в Ливии во время итало-турецкой войны, а его младший брат Уильям участвовал во Второй мировой войне и был захвачен англичанами в плен в июле 1943 года.
Перед Первой мировой войной Карло Орелли жил в Риме, учился на механика. После начала войны он записался на действительную службу и был направлен в мае 1915 года на Австро-венгерский фронт. В составе 320-го пехотного полка служил пехотинцем в итальянской армии и участвовал в боевых действиях в районе Триеста и на реке Изонца. Впоследствии в своей автобиографии он писал об ужасах этой войны. Орелли был ранен в правую ногу и левое ухо (в нескольких сантиметрах от смертельного исхода), что положило конец его военной карьере, и он был демобилизован. После лечения в госпиталях был отправлен домой.
Вернувшись в Рим, Орелли возобновил свое занятие в качестве механика. С женой Сесилией у него было шестеро детей — один сын и пять дочерей. Хотя Карло Орелли был противником фашизма, но снова был призван в армию во время Второй мировой войны он руководил артиллерией в крепости города Гаэта. После войны опять вернулся в Рим и поселился со своей семьей в городском районе Гарбателла. В 1960 году он уволился с работы, его жена умерла в 1969 году. Занимался общественной деятельностью, рассказывал о своих переживаниях во время Первой мировой войны, призывая граждан не забывать о её жертвах.
Умер 22 января 2005 года в Риме. Место захоронения неизвестно.
Был удостоен итальянских наград, включая орден «За заслуги перед Итальянской Республикой» (Великий офицер) и орден Витторио Венето, а также ряда медалей.